# Newton Aycliffe
Newton Aycliffe es una localidad inglesa del condado de Durham en la región Nordeste. Fue fundada en 1947 de acuerdo al Acta de 1946 sobre las "Nuevas Poblaciones", siendo la más antigua del norte de Inglaterra. Forma parte de la parroquia civil de Great Aycliffe.
La localidad se encuentra a 8 km al norte de Darlington.

## Geografía
Según el censo de 2001 la población era de 26.385 habitantes. En 2007 la cifra se incrementó hasta alcanzar cerca de 29.000. Con una extensión de 16 km² es el área más extensa del distrito de Sedgefield.
La zona está localizada cerca de la autopista A1 con la A167 (antigua A1).

## Historia

### Anglosajones
Antes de establecerse Newtown, Aycliffe (anteriormente "Acley") fue un asentamiento anglosajón. "Acley" procede del sajón: "Ac" cuyo significado es "roble" y "ley" ("claro").
En aquel entonces se encontraban las iglesias sínodas construidas entre los años 782 y 789 d. C.

### Transporte
En 1825 la zona fue conectada vía ferroviaria por la compañía Stockton and Darlington Railway formando parte de la línea entre Bishop Auckland y Darlington. Uno de los primeros trenes en circular por mencionado trayecto fue la locomotora de vapor inventada por George Stephenson.

### II Guerra Mundial
Durante la II Guerra Mundial Aycliffe fue un importante centro para la manufacturación de munición. Aquellas industrias estaban integradas en su mayor parte por mujeres siendo conocidas como "Las Ángeles de Aycliffe".
Las fábricas fueron construidas en zonas donde la vegetación era frondosa para ocultarse de la Luftwaffe.

### Postguerra
El Gobierno pidió a William Beveridge un informe para mejorar el servicio de los ingleses tras la guerra. Según sus palabras: "los cinco pilares de la humanidad oprimida son, la pobreza, déficit sanitario, la gente sin hogar, la ignorancia y el paro." Para afrontar estas situaciones propuso un sistema estatal de la Seguridad Social, un servicio nacional público, asistencia de hogar, enseñanza gratuita y empleo. 
En 1948 se crearía la Oficina de Bienestar Social.

### Industrialización
Con la industrialización vino el derribo de las antiguas fábricas, las cuales fueron reemplazadas por otras compañías de manufacturación. Great Lakes Chemicals estuvo abierta hasta 2004 cuando fue demolida junto al local donde trabajaban las mujeres durante la II Guerra Mundial. Otras empresas cerraron para trasladarse posteriormente a otros países como Polonia. Union Carbide fue adquirida por la operadora STC hasta el cierre de esta.